# Juan Carlos Dávila
Juan Carlos Dávila  (Caracas, 31 de marzo de 1975) es un productor, actor y humorista venezolano, conocido por sus actuaciones en ¡A que te ríes! y El Reperpero.

## Biografía
Comenzó como camarógrafo y productor de espacios de variedades en Niños Cantores Televisión y posteriormente en Venevisión. Sus estudios profesionales los realizó  en el área de Publicidad y Comunicación Social, también se adiestró en locución y se preparó en la Academia de Actuación de Venevisión.
Su gran oportunidad  en el medio artístico se la brindó el productor Ricardo Peña y su equipo de Súper Sábado Sensacional, espacio en el cual realizó locuciones en diversos segmentos, luego se convirtió en la Mega Voz del espacio de concursos intercolegial, Mega Match, posteriormente, fue locutor de todas las ediciones del reality Bailando con las Estrellas. Además fungió como la voz en off del programa El Gran Navegante y del segmento El Precipicio.
Participó en Súper Cómico Sensacional (2004), concurso  que promovió Súper Sábado Sensacional, competencia en  la cual, obtiene el galardón como segundo finalista y la promesa de participar en el próximo programa de humor de Venevisión. Fue entonces cuando ingresó a Cásate y Verás,  participando en diversos sketchs como: ¡Ay, se Partió!,  luego formó parte del programa humorístico Fábrica de Comedias,  interpretando una amplia gama de personajes protagónicos.
Posteriormente, incursionó en el programa  ¡A que te ríes!,  con un rol estelar, destacándose en scketchs de gran popularidad como,  El Llanero y su hijo, más conocido como ¡Me da Pena Apá!, Los Pineros y  Los Fabulosos, y  en este último compartió roles con Juan Carlos Adrianza.  
En el año 2015 dejó su trabajo actoral en Venevisión y se dedicó a la producción y dirección audiovisual, trabajando para la productora de contenido digital Alton River en varios proyectos para Discovery Home and Health.  
En 2017 se trasladó a Santo Domingo, República Dominicana, donde reside en la actualidad. Forma parte del elenco del programa El Show de la Comedia, transmitido por Telemicro, canal 5. Además, es Director de Contenido de MasterChef República Dominicana, que ya alcanza la segunda temporada con un éxito rotundo en la televisión dominicana.